# Lac Ahémé
Lac Ahémé är en sjö i Benin. Den ligger i den södra delen av landet, 70 km väster om huvudstaden Porto-Novo. Arean är 83 kvadratkilometer. Den sträcker sig 23,9 kilometer i nord-sydlig riktning, och 8,9 kilometer i öst-västlig riktning.
Följande samhällen ligger vid Lac Ahémé:
- Dahé (14 622 invånare)

Omgivningarna runt Lac Ahémé är en mosaik av jordbruksmark och naturlig växtlighet. Runt Lac Ahémé är det tätbefolkat, med 286 invånare per kvadratkilometer.